# 群馬県公安委員会
群馬県公安委員会（ぐんまけんこうあんいいんかい）は、群馬県警察を管理するため群馬県知事所轄の下に設置される行政委員会である。3人の委員で組織される。所在地は前橋市大手町1丁目1番1号である。

## 委員
- 委員長
  - 五十嵐清隆
- 委員
  - 竹内健
  - 高橋伸二

## 下部組織
- 群馬県警察